# 關卡 (電子遊戲)
關卡（英語：Level），簡稱關，是一個電子遊戲術語，用來描述電子遊戲虛擬世界的劃分或階段性的挑戰。主要用於動作遊戲與射擊遊戲等劃分明確的電子遊戲。關卡這個詞源自中國自古以來的防務設施。

## 類似用語
在英語用來表示相同意思的詞有ROUND（回合、局）、STAGE（舞台）、AREA（地區、區域）、CHAPTER（章）、Scenario（劇情）、Episode（事件、回）、Period（時期、期間）、PHASE（階段、面）、LEVEL（階、級）、MAP（地圖）、ACT（行動、幕）、MISSION（任務）、WORLD（世界）、BLOCK（區域）、ZONE（地帶、區）、WAVE（攻勢、波）、SCENE（場面）、FLOOR（樓層）、COURSE（路線）、HALL（廳、大廳）、Attraction（景點）、DREAM（夢）、No.（一種編號）、TOWER（塔）、Room（房間）。一般關卡的命名會依照時代、象徵、製作者的習慣、表現世界觀的氛圍來決定。
有的遊戲會使用2個用語加以細分關卡、或是像初期《超級瑪利歐兄弟》的「世界1-1」之類，整體上並沒有統一的用法。

## 概要
在遊戲中的連續性進展，屬於較大世界其中的多個區域。可能以地理位置來表現相互連接的舞台。
「關卡」包含各種挑戰，與安排在二維或三維空間以形狀及高度呈現的障礙。關卡的達成條件各不相同，可能要求勝利或失敗。關卡內可能有各種資源，像是武器或威力提升道具，種類取決於遊戲類型。關卡有時會包含「秘密區域」或「地點」以觸發事件。雖然有些遊戲允許玩家隨時保存進度，而有的關卡含有特定的「紀錄點」和「查核點」，當玩家失敗時可以從該位置重新開始。共同的挑戰來自於非玩家角色，在許多電子遊戲，這些角色會對玩家邀戰。
關卡有時設計為障礙賽形式的跳躍難題。玩家必須判斷平台或邊架間的距離，安全地在其中不斷跳躍，以到達下一個區域。
這些難題可以減緩快速動作遊戲玩家的氣勢，在首作的倒數第二章「Interloper（闖入者）」，便有多個高空移動平台，敵人在平台上從四面八方對玩家開火。

## 過關方式
通常遊戲會從第「0」或第「1」關開始，隨著遊戲進展增加關卡數字，數字越大則難度越高。而部分的遊戲例如洛克人系列，沒有嚴格限制前進順序，玩家攻略時可以有一定的選擇自由。
捲軸式畫面的遊戲多半在關卡或世界改變時，玩家角色（自機）周遭的環境、地形顏色、形狀、敵方角色等會跟著變化，令玩家能夠享受關卡變化的樂趣。
當自機抵達終點、或是殲滅敵方角色、打倒頭目等，滿足關卡的特定條件，即為通過關卡（過關），能夠前往下一個關卡。某些遊戲會有「空間跳躍」之類的設計，利用這種機制，可以跳過數個階段，直接前往更以後的關卡（跳關）。有的則是透過隱藏指令，能夠選擇要從哪個關卡開始（選關）。

## 結局
當通過最後的關卡，攻略遊戲完成（破關），將會出現結局畫面或訊息。
初期的電子遊戲，或稱復古遊戲，關卡數沒有上限，也沒有結局訊息，一直到Game over為止遊戲將不斷持續的作品並不少（無限輪迴）。在這情況下，通常達成一定的關卡後，會從最初的關卡繼續遊戲。其中更有若未滿足特定條件到達最後關卡而打倒最終頭目，則會被回退關卡，強制Game over，無法見到結局的作品（例如源平討魔傳等）。
在復古遊戲，當得分計數器到達最大值（封頂（counter stop）），有時也被稱為結局。有些遊戲甚至會在該狀況下出現程式錯誤執行的情形。

### 一輪之後
破關結局後，以第2輪回到最初的關卡，在破關時的得分能夠帶到第2輪繼續遊戲的系統，通常即使關卡構成幾乎相同，但大部分會強化敵方角色，或是改變、追加部分關卡內容。這類情形一般稱為「裏關」。
有的作品更直接在這概念下來製作遊戲，例如《魔界村》系列若沒有在難度提升後的第2輪破關則無法見到結局，《超時空之鑰》則導入了「強化版新啟遊戲（New Game Plus）」的概念，在遊戲開始後以超脫正常故事進行的能力狀態，將第1輪初期絕對無法戰勝的最終頭目打倒，以使結局出現變化。第2輪逐漸成為開放遊戲隱藏要素的一種條件。

### 隱藏關卡
有的作品在遊戲破關、達成特定條件，或是同時滿足兩者之後，會出現異於原本的關卡。雖然隱藏關卡也常被稱為裏關，但大部分是更有特徵與獨創性的關卡。例如《女神戰記》在滿足特定條件下破關後，會出現隱藏迷宮與限定使用的隱藏角色。
有的情況是因為Bug或雜訊，造成製作者未預期的關卡出現。

## 接關
許多遊戲在Game Over時，有能夠從現在關卡繼續開始遊戲的接關（Continue）功能。有些作品在接關時，會喪失部分或全部的持有得分或道具，甚至可能造成繼續遊戲的困難。而某些作品則設計為預先指定重新挑戰關卡的地點，通過該地點後的接關，則會從該地點重新開始。
接關可能有次數限制、另外的贈品等。而透過將進行狀況儲存至遊戲媒體或外部記憶媒體（存檔），或是利用密碼方式，即使關掉遊戲機的電源，下一次仍然可以從前回關卡繼續開始遊戲。
近年的遊戲軟體開發傾向於令玩家能夠破關，許多作品在家庭用遊戲版本會加入對玩家親切的設計，像是無限接關、從Game Over前的位置接關、不會損失道具、關卡內多個接關地點等。